# 석탄 가스
석탄 가스(石炭gas)는 석탄을 가스화해서 얻는 난방, 전기의 원료가 되는 가스다.

## 같이 보기
- 가스등
- 석탄 가스화